# Lucija Tarkuš
Lucija Tarkuš (ur. 11 września 2003) – słoweńska wspinaczka sportowa specjalizująca się w prowadzeniu i boulderingu, brązowa medalistka igrzysk europejskich, wicemistrzyni świata juniorów i mistrzyni Europy juniorów. Pochodzi z Slovenskiej Bistricy.

## Wyniki
| Impreza                     | Rok  | Gospodarz          | bouldering | prowadzenie | na szybkość | łączna |
| --------------------------- | ---- | ------------------ | ---------- | ----------- | ----------- | ------ |
| Igrzyska europejskie        | 2023 | Tarnów             | 03 !       | 6           | —           | —      |
| Mistrzostwa świata juniorów | 2017 | Innsbruck          | 51         | 29          | 46          | 34     |
| Mistrzostwa świata juniorów | 2018 | Moskwa             | 15         | 9           | 38          | —      |
| Mistrzostwa świata juniorów | 2019 | Arco               | 19         | 20          | 31          | 11     |
| Mistrzostwa świata juniorów | 2021 | Woroneż            | 03 !       | 02 !        | 20          | 02 !   |
| Mistrzostwa świata juniorów | 2022 | Dallas             | 11         | 7           | —           | —      |
| Mistrzostwa Europy juniorów | 2017 | Slaný              | 9          | —           | —           | —      |
| Mistrzostwa Europy juniorów | 2018 | Bruksela Imst      | 6          | 03 !        | 30          | —      |
| Mistrzostwa Europy juniorów | 2019 | Bressanone Woroneż | 11         | 03 !        | 15          | 4      |
| Mistrzostwa Europy juniorów | 2021 | Perm               | 03 !       | 01 !        | 10          | 01 !   |
| Mistrzostwa Europy juniorów | 2022 | Graz Augsburg      | 10         | 03 !        | —           | —      |